# Carlos Carmona
Carlos Emilio Carmona Tello (21 de febrer de 1987) és un futbolista xilè.
Fou jugador de l'Atalanta i del club de la Major League Soccer Atlanta United. 2017. Ha estat internacional amb Xile.

## Referències

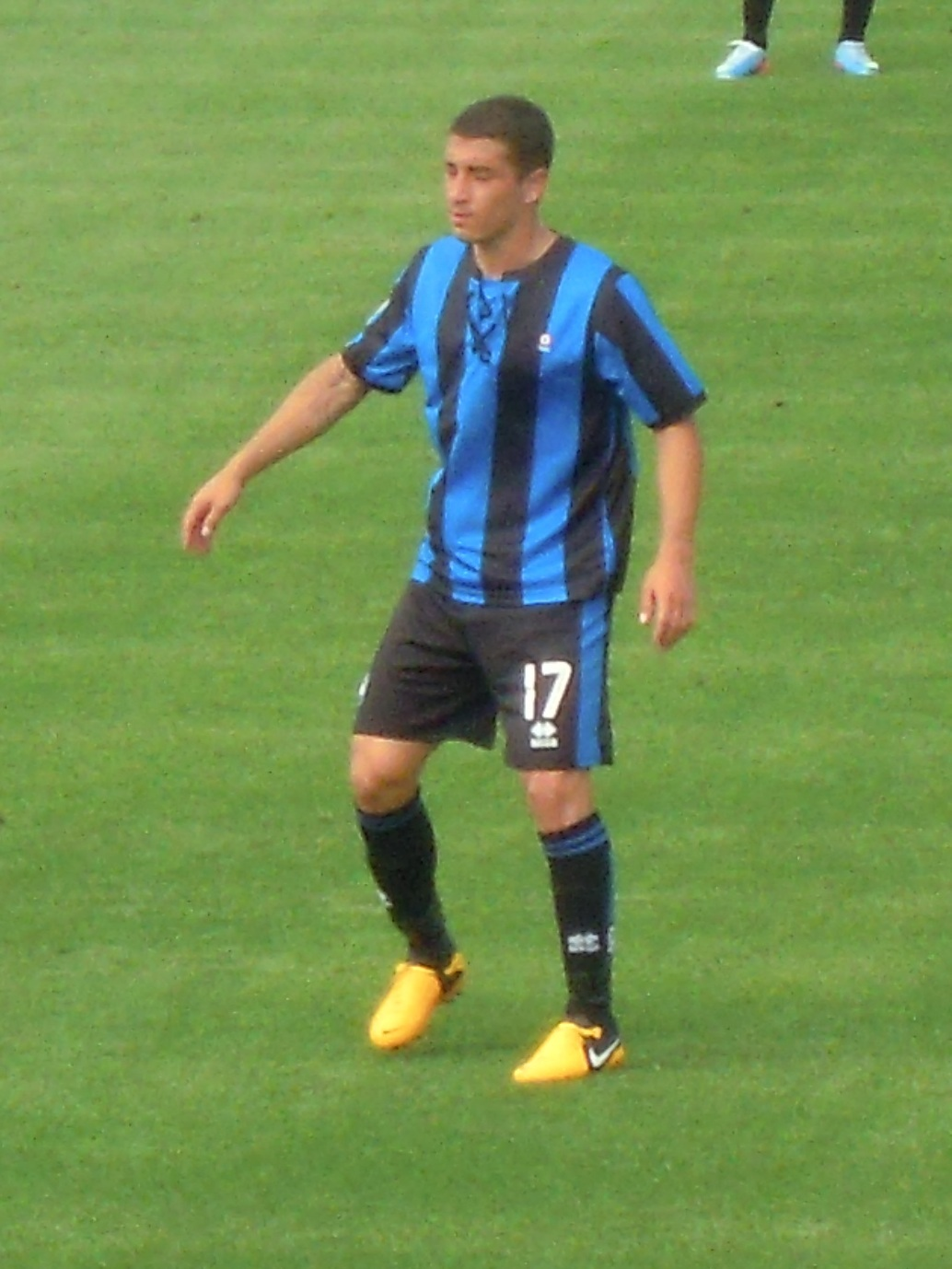
Carmona jugant amb l'Atalanta al 2013.